# Hipparchia sibirica
Hipparchia sibirica är en fjärilsart som beskrevs av Otto Staudinger 1861. Hipparchia sibirica ingår i släktet Hipparchia och familjen praktfjärilar. Inga underarter finns listade i Catalogue of Life.